# Escoles públiques d'Aiguafreda
Les Escoles públiques d'Aiguafreda o Antigues Escoles és un grup d'edificis del municipi d'Aiguafreda (Osona) que forma part de l'Inventari del Patrimoni Arquitectònic de Catalunya.

## Descripció
L'edifici el componen tres nuclis formant planta en forma de L. És assentat sobre un gran sòcol de pedra. Els cossos laterals eren destinats a les aules, amb diferents obertures a l'exterior, i acabats en un porxo cobert sobre pilars d'obra i encapçalat per una mena de frontó triangular. El cos central és més elevat que la resta de l'edifici, consta de planta baixa, pis i golfes, i era destinat a habitació per als mestres. Presenta una composició simètrica. Les cobertes dels tres nuclis són a dos vessants amb un ràfec sota el qual hi ha una cornisa amb mènsules de fusta.
El 18 de novembre de 2023 s'inaugurà una remodelació de l'edifici, per acollir-hi la biblioteca del poble, que du com a nom Biblioteca les Escoles Velles.